# Balaguier-d’Olt
Balaguier-d’Olt település Franciaországban, Aveyron megyében. Lakosainak száma 175 fő (2022. január 1.). Balaguier-d’Olt Ambeyrac, Foissac, Montsalès, Causse-et-Diège, Frontenac, Larroque-Toirac és Saint-Pierre-Toirac községekkel határos.

## Népesség
A település népessége az elmúlt években az alábbi módon változott:
| Lakosok száma | 115  | 160  | 143  | 148  | 128  | 157  | 162  | 172  | 180  | 175  |
|               | 1968 | 1982 | 1999 | 2006 | 2011 | 2015 | 2017 | 2018 | 2020 | 2022 |